# 東郷晴子
東郷 晴子（とうごう はるこ、1920年〈大正9年〉3月15日 - 2011年〈平成23年〉3月3日）は、日本の女優。元宝塚歌劇団雪組組長。東京都出身。本名は森治子。

## 来歴
桜蔭高等女学校（現：桜蔭中学校・高等学校）卒業。宝塚歌劇団時代の愛称はハコちゃん。　
1937年、宝塚音楽歌劇学校（現・宝塚音楽学校）に入る。宝塚入団時の成績は93人中2位。同期生に越路吹雪、月丘夢路、乙羽信子、大路三千緒らがいた。1955年、宝塚歌劇団を退団。
その後は、映画、舞台、テレビドラマに出演した。
2011年3月3日、呼吸不全のため横浜市の病院で死去。90歳没。
社団法人映像コンテンツ権利処理機構においては不明権利者とされている。

## 出演

### 映画
- 旅はそよ風（1953年、宝塚映画）
- 恋風街道（1954年、新東宝）
- 蝶々夫人（1954年）
- 生きものの記録（1955年、東宝）
- ある女の場合（1956年、東宝）
- おかしな奴（1956年、東宝）
- 続・サザエさん（1957年、東宝） - 中村先生 役
- 東京だヨおッ母さん（1957年、東宝）
- 雪国（1957年、東宝）
- 東北の神武たち（1957年、東宝）
- ジャズ娘に栄光あれ（1957年、東宝）
- 家内安全（1958年、東宝）
- 若い獣（1958年、東宝）
- 裸の大将（1958年、東宝）
- 上役・下役・ご同役（1959年、東宝） - 相沢静子 役
- 大学のお姐ちゃん（1959年、東宝）
- 鉄腕投手 稲尾物語（1959年） - 稲尾久子 役
- 女が階段を上る時（1960年、東宝）
- 大坂城物語（1961年、東宝）
- 小早川家の秋（1961年、東宝）
- キングコング対ゴジラ（1962年、東宝） - 子供の母親 役[1]
- 忠臣蔵 花の巻・雪の巻 （1962.11.03、東宝） - 笹屋内儀・お京 役
- クレージーメキシコ大作戦（1968年、東宝、渡辺プロ）
- 風林火山（1969年、三船プロ）
- 男はつらいよ　寅次郎夕焼け小焼け（1976年、松竹）
- 乱（1985年、東宝）
- 夢（1990年、黒澤プロ）
- 三文役者（2000年、近代映画協会）
- 理由（2004年、アスミック・エース）

### テレビドラマ
- テレビ劇場 簪（1958年6月13日、NHK） - 宿屋の内儀
- 新・三等重役（1959年、NET）
- 愛妻物語（1960年、NET）
- 遠い人（1960年、NET）
- 小指（1960年、NET）
- 法界坊（1961年、NET）
- 消えたフットライト（1961年、NET）
- 青春とはなんだ（1965年 - 1966年、NTV）
- 東芝日曜劇場
  - 女の足音（1965年、CBC）
  - 女と味噌汁 その10（1968年、TBS）
  - びっくり箱（1977年10月9日、TBS） - ママ
- ウルトラQ 第28話「あけてくれ! 」（1966年、TBS/円谷プロ） - 沢村トミ子
- 橋の下（1967年、KTV）
- ポーラ名作劇場・ながい坂（1969年、NET）
- 炎の青春 第6話「頑張り野郎にゃかなわない」（1969年、NTV）
- 戦国艶物語（1969年、ABC）
- 男は度胸（1970年、NHK）
- 大忠臣蔵（1971年、NET）
- アイフル大作戦 第16話「美女占い! 金儲けの探し方」（1973年、TBS）
- 荒野の素浪人 第2シリーズ 第17話「遊女狂乱」（1974年、NET）
- 高校教師 第25話「青春の傷痕」（1974年、12ch）
- 華麗なる一族（1974年 - 1975年、MBS） - 小泉夫人
- ふりむくな鶴吉 第44話「中秋の名月」（1975年、NHK）
- 太陽にほえろ! (NTV)
  - 第180話「訣別」（1975年） - 近松サヨ
  - 第219話「誘拐」（1976年） - 文江（宮田孝子の姉）
  - 第515話「生いたち」（1982年） - 守田の隣人
- 大江戸捜査網（12ch / 三船プロ）
  - 第185話「非情の囮作戦」（1975年）
  - 第253話「涙で斬った地獄花」（1976年） - 笠井主計の奥方
  - 第349話「過去を裁く挑戦状」（1978年）
  - 第390話「腰抜け侍怒りの封印刀」（1979年）
  - 第438話「女三味線わかれ唄」（1980年）
- 花ぼうろ（1976年、YTV）
- 火曜日のあいつ　第18話「幽霊街道に見た!トラックが運んだ父の愛」（1976年、TBS・東宝）-美沙の母
- 特別機動捜査隊 （1976年、NET）
  - 第773話「ゆり子と言う女」 - 木下清子
  - 第788話「無情の風に散る」 - 野々宮夢子
- 横溝正史シリーズ・悪魔が来りて笛を吹く（1977年、MBS）
- 岸壁の母（1977年、TBS）
- 特捜最前線 （ANB）
  - 第21話「胡蝶の舞の女」（1977年）
  - 第64話「牛肉闇ルート殺人事件! 」（1978年）
  - 第213話「密室殺人・小さな瞳の謎! 」（1981年）
  - 第232話「脱走・水を飲む野獣! 」（1981年）
- 土曜ワイド劇場 (ANB)
  - 闇の中の蜜月・死の匂い（1977年）
  - 第三の来訪者・危険な結婚（1981年）
  - 禁断の実の美女 江戸川乱歩の「人間椅子」（1984年）
  - 探偵・神津恭介の殺人推理4・初夜に消えた花嫁（1986年）
- 大空港 第29話「戦慄! 空港VIP室占拠事件」（1979年、CX / 松竹） - 披露宴出席者
- 爆走!ドーベルマン刑事 第4話「カッコマンVS黒バイ部隊」（1980年、ANB）
- ゴールデンワイド劇場・ガン病棟のメス（1982年、ANB）
- 花祭（1982年、CX）
- ザ・ハングマンII 第26話「嫁の殺意、ポックリ寺の謎」（1982年、ABC） - 松本好江
- 水戸黄門 第13部 第3話「鬼が棲んでる天下の嶮 -箱根-」（1982年11月1日、TBS / C.A.L） - 萩
- 土曜ドラマ・松本清張シリーズ・波の塔（1983年、NHK）
- 激闘!カンフーチェン 第9話「再会! 恋人の故郷の斗い」（1983年、YTV）
- ザ・サスペンス (TBS)
  - 十津川警部シリーズ3・四国連絡特急殺人事件（1983年）
- 女たちの大坂城（1983年、YTV） - 大蔵卿局
- 木曜ゴールデンドラマ (YTV)
  - 珠子・十歳の鎮魂歌（1983年）
- たけしくん、ハイ!（1985年）
- 大河ドラマ・独眼竜政宗（1987年、NHK）
- 松本清張の絢爛たる流離 第3話「離婚した花嫁の殺意」（1987年、ANB）
- 火曜サスペンス劇場（NTV）
  - ペイパーハネムーン（1987年）
  - 浅見光彦ミステリー3・佐渡伝説殺人事件（1988年）
- はぐれ刑事純情派 第1シリーズ 第10話「老人の夢をくう女」（1988年、ANB）
- 僕はあした十八になる（2001年、NHK）

### 舞台
- アルプスの山の娘（宝塚歌劇団雪組公演）（1940年7月26日 - 8月25日、宝塚大劇場）
- 軍艦旗征くところ（宝塚歌劇団雪組公演）（1942年4月26日 - 5月24日、宝塚大劇場）
- 山三と阿國（宝塚歌劇団雪組公演）（1947年8月1日 - 8月31日、宝塚大劇場）
- アルルの女（宝塚歌劇団雪組公演）（1948年6月1日 - 6月29日、宝塚大劇場）
- 夜鶴双紙／アロハ・オエ（宝塚歌劇団雪組公演）（1948年10月13日 - 11月3日、宝塚大劇場）
- 鏡獅子（宝塚歌劇団雪組公演）（1949年10月1日 - 10月30日、宝塚大劇場）
- お夏笠物狂／君を呼ぶ歌（宝塚歌劇団雪組公演）（1950年7月1日 - 7月30日、宝塚大劇場）
- スヰングハイ・スヰングロウ（宝塚歌劇団雪組公演）（1950年11月1日 - 11月29日、宝塚大劇場）
- 虞美人 - 呂妃 役（宝塚歌劇団星組公演）（1951年8月1日 - 8月30日、宝塚大劇場）
- 虞美人 - 呂妃 役（宝塚歌劇団花組公演）（1951年10月2日 - 10月30日、宝塚大劇場）
- 花の風土記（宝塚歌劇団雪組公演）（1951年11月1日 - 11月29日、宝塚大劇場）
- アンニー・ローリー （宝塚歌劇団月組公演）（1953年12月2日 - 12月28日、宝塚大劇場）
- 虞美人 - 呂妃 役（宝塚歌劇団星組公演）（1955年3月2日 - 3月30日、宝塚大劇場）
- 白き花の悲歌
- 人魚姫
- ホフマン物語
- 華岡青洲の妻

### その他のテレビ番組
- 一枚の写真（フジテレビ）

## エピソード
- 上記の映画『蝶々夫人』ではイタリアでの撮影のため、1954年10月2日、東郷と伊吹友木子、鳳八千代、淀かほる、梓真弓、筑紫まり、朝日奈世志子ら当時の宝塚歌劇団生徒約30名が羽田空港からエールフランス航空機でイタリアへ出発。ローマで先にイタリア入りしていた八千草薫（蝶々さん役）、寿美花代と合流している。東郷ら生徒一行がローマ空港に到着した模様や映画撮影中の模様を伝えるニュースフィルム（モノクロ）が現存する。そして、全撮影を終え、同年11月12日午後10時、羽田空港着のエールフランス航空機で東郷ら一団は約40日ぶりに帰国した。当時はまだ海外渡航自由化の遥か前で、大変貴重なヨーロッパ行きとなった。映画制作費は当時の約2億円。